# Kurt A. Jung
Kurt Arthur Hermann Jung (* 13. Juni 1923 in Gießen; † 22. Oktober 1990 in Agadir, Marokko) war ein deutscher Schauspieler, Hörspiel- und Synchronsprecher.

## Leben
Kurt Jung absolvierte seine Berufsausbildung 1941/42 an der Hochschule für Theater in Frankfurt am Main, wo er bis 1942 auf der Bühne des Schauspielhauses stand. Nach einer kriegsbedingten Unterbrechung nahm er 1945 am Stadttheater Esslingen seine schauspielerische Tätigkeit wieder auf. Weitere Bühnenstationen waren das Neue Theater Stuttgart bis 1947, das Stadttheater Göttingen bis 1948, das Bremer Künstlertheater bis 1949, die Hamburger Kammerspiele bis 1950, das dortige Thalia Theater bis 1954 sowie das Düsseldorfer Schauspielhaus bis 1955. Danach kehrte er zum Ensemble des Thalia Theaters Hamburg zurück. Er verkörperte zahlreiche bekannte Bühnenrollen wie den Orest in Goethes Iphigenie auf Tauris und den Biff in Arthur Millers Tod eines Handlungsreisenden. Zuletzt sah man Kurt A. Jung auf der Bühne des Hamburger Ernst-Deutsch-Theaters, wo er in der Spielzeit 1988/89 neben Friedrich Schütter in der Titelrolle den Diener Shunderson in der Curt-Goetz-Komödie Dr. med. Hiob Praetorius spielte.
Mit dem Thalia-Theater war Jung in der Rolle des Grafen Bellievre in einer Inszenierung Boy Goberts mit dem Stück Maria Stuart von Friedrich Schiller von Mai bis Juni 1976 auf einer fünfwöchigen Gastspielreise durch die damalige Sowjetunion und Polen mit Auftritten in Leningrad, Riga, Wilna, Moskau und Warschau.
1947 gab Jung in Liebe 47, Wolfgang Liebeneiners Adaption von Wolfgang Borcherts Draußen vor der Tür, sein Spielfilmdebüt. Es folgten zahlreiche Auftritte in Spielfilmen und Fernsehproduktionen. Jung spielte in den Edgar-Wallace-Verfilmungen Die toten Augen von London und Das Rätsel der roten Orchidee, in Friedrich Dürrenmatts Shakespeare-Adaption König Johann mit Hans Korte in der Titelrolle, neben Hans Albers in Das Herz von St. Pauli und neben Peter Alexander in Géza von Cziffras Filmkomödie Salem Aleikum. Zudem übernahm er Gastrollen in verschiedenen Fernsehserien wie Großstadtrevier (die beiden Folgen wurden erst nach seinem Tod gesendet), Hamburg Transit und Polizeifunk ruft.
Durchgehende Rollen hatte Jung in der fünfteiligen Verfilmung von Hans Falladas Roman Bauern, Bonzen und Bomben sowie in den Vorabendserien Hoftheater und Sommer in Lesmona. Außerdem gehörte er zum Ensemble von Peter Frankenfelds Hörfunksendung Peters Bastelstunde und wirkte auch bei der späteren Ausstrahlung der Bastelstunde im Fernsehen mit. Darüber hinaus war er gemeinsam mit Anaid Iplicjian Gastgeber des deutschen Vorentscheids zum Grand Prix Eurovision de la Chanson am 20. Januar 1958.
Daneben arbeitete Jung auch umfangreich als Sprecher für Hörspiel und Synchron. Als Synchronsprecher lieh er seine Stimme unter anderem Michael Gough in Verbrechen ohne Schuld, Ferdy Mayne in Endstation Harem, Gérard Oury in In den Krallen der Gangster und George Pastell in Tiger Bay.

## Filmografie (Auswahl)
- 1949: Liebe 47
- 1950: Der Schatten des Herrn Monitor
- 1950: Mädchen mit Beziehungen
- 1950: Des Lebens Überfluß
- 1950: Lockende Gefahr
- 1951: Das gestohlene Jahr
- 1951: Engel im Abendkleid
- 1951: Die verschleierte Maja
- 1952: Die Diebin von Bagdad
- 1953: Blume von Hawaii
- 1953: Keine Angst vor großen Tieren
- 1954: Der Klax
- 1954: Sie
- 1954: Geld aus der Luft
- 1955: Mamitschka
- 1955: Der kleine Napoleon
- 1956: Zu Befehl, Frau Feldwebel!
- 1957: Lemkes sel. Witwe
- 1957: Das Herz von St. Pauli
- 1958: Der Maulkorb
- 1958: Das Mädchen mit den Katzenaugen
- 1959: Frau im besten Mannesalter
- 1959: Bobby Dodd greift ein
- 1959: Der blaue Nachtfalter
- 1959: Salem Aleikum
- 1961: Die toten Augen von London
- 1961: Geliebte Hochstaplerin
- 1961: ...und wer küßt mich?
- 1961: Bei Pichler stimmt die Kasse nicht
- 1962: Das Rätsel der roten Orchidee
- 1963: Stalingrad
- 1963: Wassa Schelesnowa
- 1963: Die erste Lehre / Willy
- 1964: Frau Luna
- 1964: Show hin – Schau her
- 1964: Das Kriminalgericht – Der Fall Calmette
- 1965: Auf hoher See
- 1965: Der Fall Hau
- 1966: Der Richter von London
- 1966: Intercontinental Express – Des Rätsels Lösung
- 1967: Ein Fall für Titus Bunge – Lucy dreht ein Ding
- 1967: Keine Angst vor Kolibris
- 1967: Bei uns daheim
- 1968: Der eiserne Henry
- 1969: Troilus und Cressida
- 1970: Polizeifunk ruft – Leuchtspuren
- 1970: Maximilian von Mexiko
- 1971: König Johann
- 1971: Hänsel und Gretel
- 1972: Nicht Lob – noch Furcht. Graf Galen, Bischof von Münster
- 1973: Wer einmal in das Posthorn stößt
- 1973: Eine Frau bleibt eine Frau
- 1973: Bauern, Bonzen und Bomben
- 1973: Gabriel
- 1973: Peters Bastelstunde
- 1974: Hamburg Transit – Awuku
- 1974: Im Auftrag von Madame – Wackelkontakt
- 1975: Hoftheater
- 1976: Aus nichtigem Anlaß
- 1988: Sommer in Lesmona
- 1991: Großstadtrevier – Tod auf Raten
- 1992: Großstadtrevier – Die lieben Alten

## Hörspiele (Auswahl)
- 1947: Carl Zuckmayer: Der Hauptmann von Köpenick (Schutzmann) – Regie: Alfred Vohrer (SDR)
- 1947: Erich Kästner: Das lebenslängliche Kind (Baron Rähnitz) – Regie: Alfred Vohrer (SDR)
- 1947: Fred Wiesen: Die Geheimen (Wärter) – Regie: Alfred Vohrer (SDR)
- 1950: Götter, Gräber und Gelehrte (2. Teil: Die Goldene Mauer)
- 1950: Hundert Kronen (Illusion)
- 1951: Am Ende der Straße
- 1953: Das Schiff Esperanza
- 1954: Meine Frau wohnt nebenan
- 1954: Der Passagier vom 1. November (1. Teil: Stadt im Nebel)
- 1954: Kein Lorbeer für Augusto
- 1954: Caro
- 1955: Die gestohlene Muse
- 1955: Das Gericht zieht sich zur Beratung zurück (Folge: Verdacht genügt)
- 1955: Pipapo – Die Geschichte eines Drehbuchs
- 1956: Das Flandrische Weihnachtsspiel
- 1957: Die Jagd nach dem Täter (Folge: Dschungelmord)
- 1957: Der Mann, der nicht schlafen konnte (3 Folgen)
- 1958: Der Seelenberater
- 1959: Der Doktor und die Teufel (2. Teil)
- 1959: Mord im Nebel
- 1959: Die Räuber von Kardemomme
- 1960: Die Jagd nach dem Täter (Folge: Die Quoten für das dritte Rennen)
- 1960: Der geheimnisvolle Spruch
- 1960: Das Buch und der Pfiff
- 1961: Prinz Eisenfraß, der rächende Ritter
- 1962: Der Blaumilchkanal
- 1962: Das glückhafte Schiff von Dorkum
- 1963: Die traurige Geschichte von Friedrich dem Großen
- 1963: Alchimons Apfel
- 1963: Die Ordonier und die Arnitarier
- 1963: Der Entartete
- 1963: Das Wespennest
- 1964: Monolog
- 1967: Der Bräutigam
- 1968: Ferien in Florida
- 1969: „O“
- 1971: Verbindliche Auskunft
- 1977: Arthur Arthur